# Arca dei santi Sergio e Bacco
L'arca dei santi Sergio e Bacco è un sepolcro in marmo realizzato nel 1179 e conservato nel museo di Castelvecchio di Verona. Secondo quanto riporta la scritta che corre intorno al manufatto, l'arca venne commissionata da un certo Bonifacio, abate dell'abbazia di San Silvestro a Nogara, allora dipendete dalla abbazia di Nonantola. Nel 1730 essa lasciò Nogara per approdare al museo lapidario maffeiano di Verona per poi essere nuovamente trasferita a Castelvecchio.
I principali soggetti rappresentati nell'arco sono i santi Sergio e Bacco protettori degli eserciti e il cui culto era assai diffuso in un'epoca in cui gli scontri armati erano piuttosto frequenti. Le scene raffigurate traggono diretta ispirazione dalle sculture di stile romanico realizzate alcuni decenni prima nella basilica di San Zeno e nella cattedrale cittadina le cui a loro volta sono debitrici dei sarcofagi tardo-romani.